# Adolfo Rodríguez Saá
Adolfo Rodríguez Saá (San Luis, 25 de julho de 1947) é um advogado e político argentino, ex-presidente da Argentina, do dia 23 de dezembro de 2001 até 31 de dezembro de 2001, quando renunciou ao cargo. Nascido em uma família que foi muito influente na história da província de San Luis, tornou-se governador em 1983, após o fim do Processo de Reorganização Nacional da ditadura militar. Permaneceu no cargo até 2001, sendo reeleito em sucessivas eleições.
O presidente Fernando de la Rúa renunciou em meio aos protestos de dezembro de 2001, e o Congresso nomeou Rodriguez Saá como presidente da Argentina. Em resposta para a grande depressão argentina de 1998-2002, declarou o maior incumprimento fiscal de que havia registro e renunciou poucos dias depois em meio a agitação civil. O Congresso nomeou um novo presidente, Eduardo Duhalde, que completou o mandato de de la Rúa. Desde 2005, Rodriguez Saá é senador por San Luis. Também concorreu, sem sucesso, à presidência do país em 2003 e 2015.

## Início de vida
Rodriguez Saá nasceu em uma importante família política de San Luis. A família Rodriguez Saá é bem conhecida na província de San Luis, com presença na região desde o século XIX e descende do caudillo federal Juan Saá, que lutou na Batalha de Pavón durante a Guerra Civil argentina. O avô e homônimo de Rodriguez Saá e seu tio-avô também foram governadores da província, e seu pai era o chefe de polícia.
Rodriguez Saá frequentou a escola Juan Pascual Pringles, que foi associada à Universidade Nacional de Cuyo. Estudou direito na Universidade de Buenos Aires, formando-se em 1971, e trabalhou como professor em sua antiga escola por dois anos. Foi editor do panfleto anti-peronista "La voz de San Luis", mas tornou-se um peronista em 1969 durante seus estudos em Buenos Aires. Juntou-se à juventude peronista no ano de sua formatura e trabalhou como representante em San Luis.
O partido peronista, proibido desde 1955, foi autorizado a concorrer às eleições de 1973. O partido peronista ganhou a eleição, e Héctor Cámpora tornou-se presidente. Rodríguez Saá tornou-se um legislador provincial e liderou os deputados peronistas na câmara. Juntou-se aos sindicatos peronistas de direita, liderados por Oraldo Britos. Se opôs ao governador Elías Adre, que estava alinhado com o peronismo de esquerda. Após o golpe de Estado argentino de 1976, deixou a política e trabalhou em um escritório de advocacia com seu irmão.

## Governador
O Processo de Reorganização Nacional da ditadura militar chegou ao fim em 1983, quando Raúl Alfonsín ganhou as eleições de 1983. Rodríguez Saá tornou-se governador de San Luis nessas eleições, em uma acirrada disputa com a União Cívica Radical. Ele foi ajudado pelo clero da província, que se opôs ao candidato radical devido ao seu secularismo.
Como governador, Rodríguez Saá atraiu grandes investimentos para a província, o que levou ao crescimento das indústrias locais, obras públicas, serviços sociais e turismo. Os níveis de emprego e produção industrial, bem como as medidas de aproveitamento escolar e o sucesso da luta contra o crime, foram superiores aos do país em geral. Foi um governador populista e autoritário que foi acusado de nepotismo, corrupção  e restringir a liberdade de imprensa. Ele uniu os governadores das pequenas províncias argentinas em uma frente, denominada Frente Federal Solidária. Além disso, tentou dividir a cidade de San Luis em quatro municípios, já que o prefeito era seu rival político, mas teve que abandonar o projeto por causa da agitação popular gerada pela proposta.
Rodríguez Saá concorreu nas eleições primárias do PJ para a eleição presidencial de 1989. Carlos Menem, governador de La Rioja, prevaleceu nas eleições primárias e principais e tornou-se o novo presidente da Argentina. Rodríguez Saá foi eleito para a Assembléia Constituinte que elaborou a emenda de 1994 da Constituição argentina. Ele tentou concorrer às eleições primárias para a eleição presidencial de 1995 contra Menem, que estava buscando a reeleição. Não tendo nenhuma chance de prevalecer contra o presidente, desistiu de sua candidatura. Também tentou ser o candidato do PJ na eleição presidencial de 1999 e renunciou a sua candidatura novamente, desta vez para apoiar Eduardo Duhalde, governador da província de Buenos Aires. Duhalde perdeu a eleição para o radical Fernando de la Rúa, e Rodríguez Saá foi novamente reeleito governador.

## Presidência

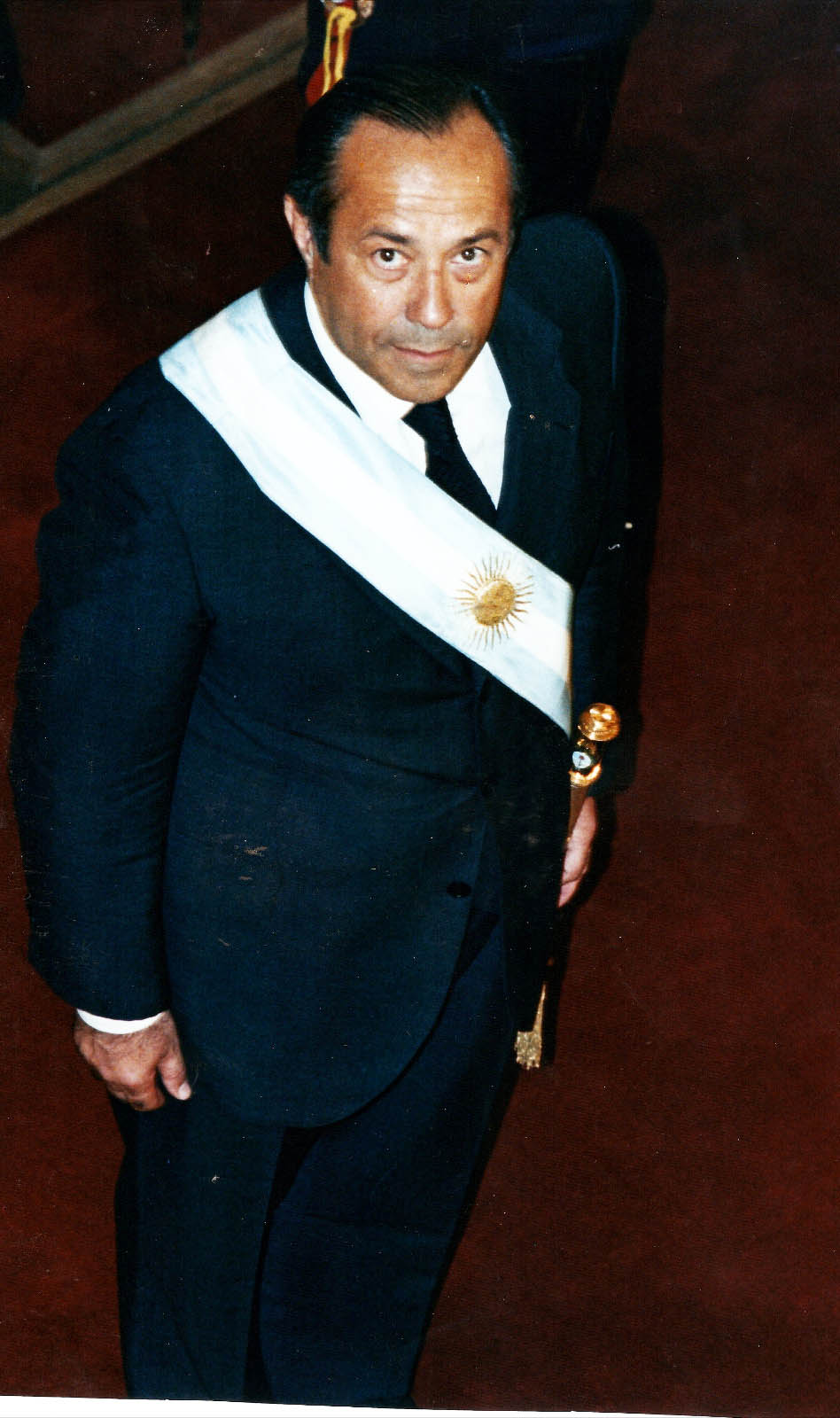
Rodríguez Saá ao assumir a presidência da Argentina, em 23 de dezembro de 2001

O presidente Fernando de la Rúa renunciou em meio aos protestos de dezembro de 2001 causados pela grande depressão argentina de 1998-2002. Como seu vice-presidente, Carlos Álvarez, já havia renunciado em outubro de 2000, o Congresso convocou uma assembleia especial para designar um novo presidente. Adolfo Rodríguez Saá tornou-se presidente depois de ser eleito com 169 votos a 138. Ele foi apoiado pelo PJ e partidos de direita menores, como a Força Republicana e a Ação pela República. A União Cívica Radical (UCR) e a Alternativa para uma República da Igualdade votaram contra ele. Foi substituído no cargo de governador de San Luis pela vice-governadora María Alicia Lemme, e assumiu a presidência em 23 de dezembro de 2001.
Rodríguez Saá foi eleito como um presidente interino, com instruções do Congresso para convocar eleições no 3 de março seguinte, com o segundo turno, se necessário, em 17 de março. O novo presidente eleito completaria o mandato presidencial em substituição a Fernando de la Rúa. As novas eleições seriam realizadas com a  Lei de Lemas, e o vencedor seria empossado em 5 de abril.
Durante seu breve período de mandato, Rodríguez Saá anunciou a criação de uma nova moeda, o argentino, que teria circulado ao lado do peso e do dólar. O conflito civil dos dias anteriores ressurgiu quando anunciou seu gabinete, pois incluiu Carlos Grosso como chefe do Gabinete de Ministros. Grosso era um ex-prefeito muito impopular de Buenos Aires. Como resultado, Rodríguez Saá desistiu de todo seu gabinete antes que pudessem assumir o cargo, com a única exceção de Rodolfo Gabrielli, no Ministério do Interior. Também declarou um incumprimento fiscal sobre a dívida nacional argentina, que foi celebrado pela câmara dos deputados; foi o maior incumprimento fiscal de um país na história. Essas medidas, pouco características de um presidente interino com um breve mandato, foram revogadas pelos líderes do Partido Justicialista.

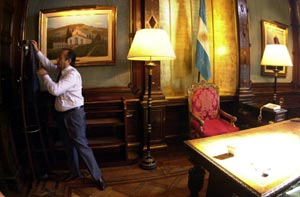
Adolfo Rodríguez Saá em seu escritório na Casa Rosada.

Rodríguez Saá preparou um orçamento fiscal para 2002, que foi enviado ao Congresso. A proposta incluiu uma diminuição importante dos déficits, conforme solicitado por Anne Krueger do Fundo Monetário Internacional. Krueger também solicitou uma nova lei de coparticipação, para determinar a forma como a nação e as províncias gerenciariam as receitas fiscais. Rodríguez Saá convocou um encontro com governadores em Chapadmalal, mas apenas seis governadores dos 23 participaram: Carlos Ruckauf, Juan Carlos Romero, Gildo Insfrán, Ángel Mazza, Carlos Rovira e Alicia Lemme. José Manuel de la Sota, governador de Córdoba, retirou seu apoio, suspeitando que Rodríguez Saá tinha planejado cancelar as eleições e permanecer como presidente até 2003. Em 31 de dezembro, retornou a San Luis com Daniel Scioli e renunciou depois de uma semana no cargo, alegando falta de apoio do resto do Partido Justicialista. Insfrán, Maza e o ministro Rodolfo Gabrielli tentaram convencê-lo a permanecer como presidente; seu irmão Alberto Rodríguez Saá apoiou sua decisão. Ao anunciar sua renúncia em cadeia nacional, contou as conquistas de seu governo de uma semana e acusou governadores e legisladores justicialistas de mesquinhez e miopia. Ele despachou sua demissão de San Luis para Buenos Aires, e o Congresso aceitou-a em 1º de janeiro de 2002. O presidente do Senado, Ramón Puerta, teria sido o presidente interino, mas também renunciou, e então Eduardo Camaño, presidente da Câmara dos Deputados, foi nomeado presidente interino.  Após novas deliberações, os congressistas elegeram Eduardo Duhalde como presidente, que ocupou o cargo durante o restante do mandato de de la Rúa.

## Pós-presidência

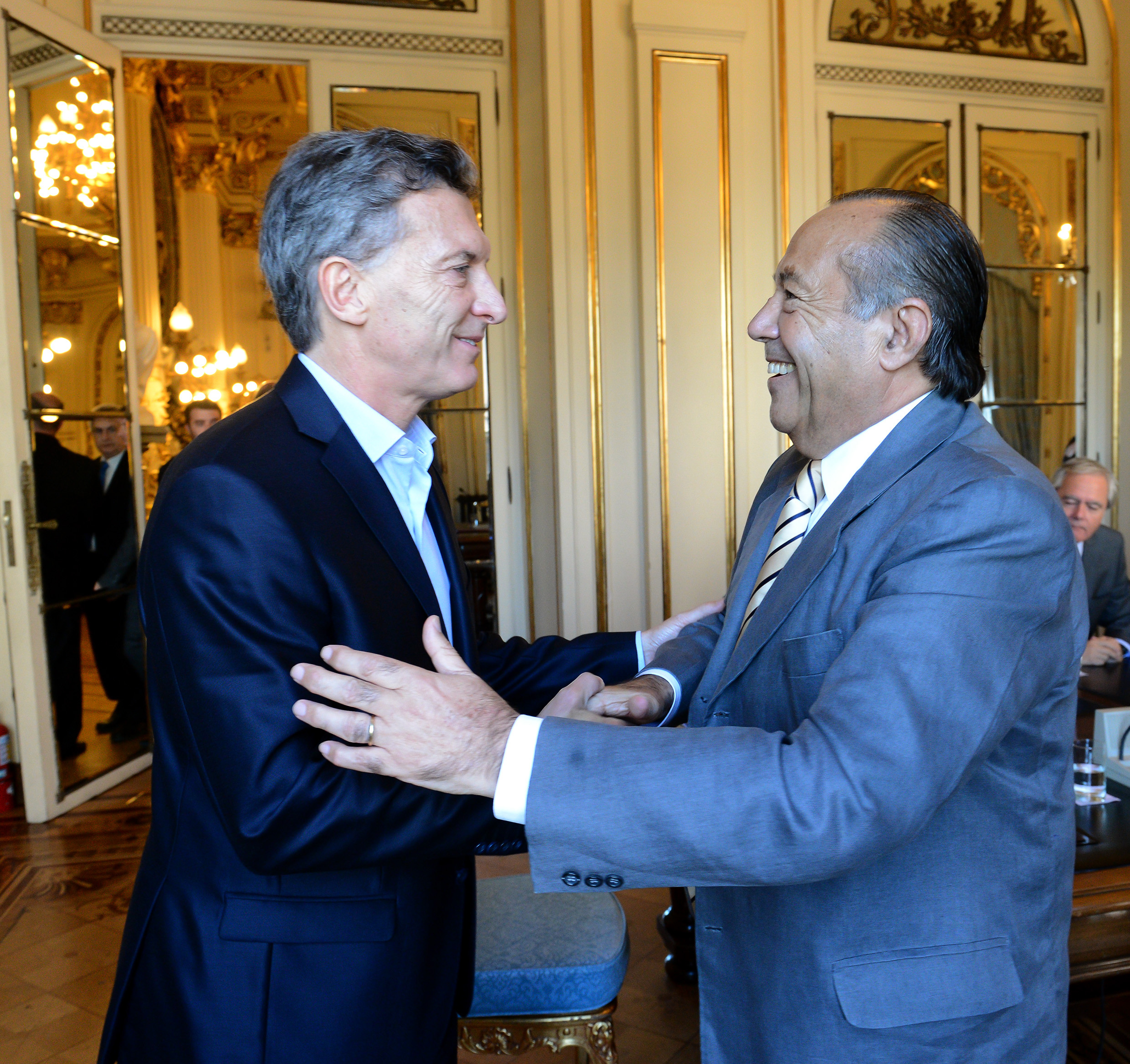
Rodríguez Saá cumprimentando o presidente Mauricio Macri, em 2015.

Após o final do mandato de Eduardo Duhalde, Rodríguez Saá concorreu à presidência na eleição de abril de 2003. Essas eleições usaram a Lei de Lemas, e o PJ não teve um candidato oficial. Cada pré-candidato foi permitido, em vez disso, concorrer à presidência por conta própria, e Rodríguez Saá fez isso. Os outros candidatos do PJ foram Néstor Kirchner e Carlos Menem. Rodríguez Saá ficou em quarto, com 2.7 milhões de votos (14,1% dos votos válidos), atrás de ambos os outros candidatos do PJ e Ricardo López Murphy. Kirchner tornou-se o presidente da Argentina após Menem desistir do segundo turno.
O irmão de Rodríguez Saá, Alberto Rodríguez Saá, tornou-se o novo governador de San Luis em 2003. Juntamente com Carlos Menem, eles tentaram criar um grupo político alternativo contra Kirchner dentro do PJ. Adolfo Rodríguez Saá foi eleito senador por San Luis representando este grupo nas eleições de 2005. Ele foi reeleito em 2011, com mandato até 2017. Em 2011, tentou concorrer a governador da província de Buenos Aires, mas o judiciário local não permitiu, pois não residia na província o tempo necessário requerido. O prefeito Sergio Massa organizou a coalizão Unidos por uma Nova Alternativa para concorrer à eleição presidencial de 2015 e convidou Rodríguez Saá a se juntar, mas ele se recusou e concorreu com seu próprio partido, o Compromisso Federal. Com 1,64% dos votos, foi o partido menos votado nas eleições nacionais. Em 2017, reelegeu-se senador.

## Vida pessoal
De 1973 a 2016, Rodrígues Saá foi casado com María Alicia Mazzarino, com quem teve cinco filhos. Desde sua derrota na eleição de 2003, também trabalhou como fazendeiro em San Luis. Em 21 de outubro de 1993, enquanto era governador, foi sequestrado, sendo levado para um quarto no hotel "Y no C" e forçado a realizar um vídeo pornográfico. Também foi forçado a pagar um resgate de três milhões de dólares e foi deixado no porta-malas de um carro. O vídeo nunca foi divulgado, e os sequestradores Walter Alejandro Salgado, Nélida Esther Sesín e Eduardo Alberto Doyhenard foram sentenciados em 1995. O julgamento levou onze dias e incluiu os depoimentos de 132 testemunhas, sendo exibido ao vivo na televisão. Esther Sesín afirmou durante o julgamento que ela tinha sido sua amante por oito anos. Todos os sequestradores cumpriram suas sentenças.

## Nota
- Este artigo foi inicialmente traduzido, total ou parcialmente, do artigo da Wikipédia em inglês cujo título é «Adolfo Rodríguez Saá», especificamente desta versão.